# Rinaldo (Brahms)
Rinaldo, és una cantata per a tenor solista, cord d'homes a quatre veus i orquestra de Johannes Brahms. La va començar l'any 1863 per a un concurs coral a Aachen (Aquisgrà). Va escollir com a text el poema dramàtic del mateix nom de Johann Wolfgang von Goethe, que presenta un episodi de l'èpica Gerusalemme Liberata de Torquato Tasso; l'argument es desenvolupa en forma d'una sèrie de diàlegs entre el cavaller Rinaldo, que ha estat encantat per la bruixa Armida, i els seus amics cavallers, que li recorden que ha de retornar al camí del deure.

## Composició i estrena
L'obra el 1863 estava en gran part desenvolupada (en unes quatre cinquenes parts); el seu amic violinista i director d'orquestra Joseph Joachim, a qui Brahms havia presentat parts de la partitura, va escriure'n elogis l'agost de 1863. Tot i així, Brahms la va deixar de banda i no va ser fins al 1868 que la va acabar, després de l'èxit del seu Rèquiem alemany.
L'estrena va tenir lloc a Viena el 28 de febrer de 1869 en un concert a l'Akademischer Gesangverein. La dirigí el compositor, amb el tenor Gustav Walter de solista, un cor d'uns 300 estudiants, i l'orquestra d'Òpera de la Cort. Brahms estava molt satisfet amb l'estrena i va informar favorablement a Fritz Simrock. Rinaldo fou publicat per N. Simrock com a Op. 50.

## Anàlisi musical
L'obra està instrumentada per a piccolo, dues flautes, dos oboès, dos clarinets, dos fagots, dues trompes, dos trompetes, tres trombons, timbales, solo de tenor, el cor d'homes a quatre veus i corda. La part de Armida no és cantada i té una presència sense paraules. Una interpretació habitual dura entre 36 i 40 minuts.
Tot i que mai ha estat una peça popular. El seu amic i crític musical, Eduard Hanslick, creia que l'obra no acabava de funcionar i ho atribuïa, per començar, als poemes de Goethe. També s'atribueix a la configuració especialment difícil de la part solista: la part del tenor roman gairebé constantment en la zona del passaggio o en una posició vocal alta, sempre ha de cantar en un incòmode piano o pianissimo i fer front a salts d'intervals poc habituals.
Rinaldo, ocasionalment, té punts en comú amb els cors de L'holandès errant de Richard Wagner. Max Kalbeck també troba punts de contacte amb el Tristany i Isolda encara sense perfeccionar, obra que Brahms va tractar detalladament en relació amb els incomptables assaigs sense èxit a Viena el 1863. Encara que l'obra està clarament concebut com una cantata segons l'estructura compositiva original, alguns autors veuen en Rinaldo l'intent de Brahms per apropar-se al teatre musical. Brahms no va compondre una òpera en tota la seva vida, malgrat diversos intents per trobar un llibret adequat.